# Abacetus straneoi
Abacetus straneoi là một loài bọ chân chạy thuộc phân họ Pterostichinae. Loài này được Basilewsky mô tả lần đầu năm 1946.